# Pius Ncube
Pour les articles homonymes, voir Ncube.
Pius Alick Mvundla Ncube, né le 31 décembre 1946 à Filabusi (Rhodésie du Sud), est un prélat catholique zimbabwéen, archevêque émérite de Bulawayo.

## Biographie
Ordonné prêtre en 1973, il est nommé évêque de Bulawayo le 25 janvier 1998. Pendant son sacerdoce, il prend position pour les droits de l'homme au Zimbabwe, s'opposant fermement au président Robert Mugabe, notamment sur l'usage de la torture. En 2003, il reçoit un prix de l'ONG Human Rights First.
À l'approche des élections législatives de 2005, il appelle la population à un soulèvement non violent contre Mugabe.
Il démissionne le 11 septembre 2007.